# Banyuwulu
Banyuwulu is een bestuurslaag in het regentschap Bondowoso van de provincie Oost-Java, Indonesië. Banyuwulu telt 4322 inwoners (volkstelling 2010).